# Mocorito
Mocorito là một đô thị thuộc bang Sinaloa, México. Năm 2005, dân số của đô thị này là 44217 người.